# Zard Kuh
Zard Kuh (toponimo che significa montagna gialla - reso anche Zardkuh o Zard-e Kuh, in persiano زردكوه‎) è una montagna di 4.221 m di altezza che si erge al centro della catena dei monti Zagros in Iran, a nord del Golfo Persico.